# 모든 소년들은 맨디 레인을 사랑해
《모든 소년들은 맨디 레인을 사랑해》(영어: All the Boys Love Mandy Lane)는 미국에서 제작된 조너선 러빈 감독의 2006년 슬래셔 영화이다. 앰버 허드 등이 출연하였고, 채드 피핸 등이 제작에 참여하였다.

## 출연
- 앰버 허드
- 앤슨 마운트
- 마이클 웰치
- 휘트니 에이블
- 에드윈 호지
- 에런 히멀스타인
- 루크 그라임스
- 애덤 파월
- 페이턴 헤일슬립
- 브룩 블룸
- 로버트 얼 킨

## 기타 제작진
- 배역: 니컬러스 셧, 디애나 브리지디
- 미술: 토머스 S. 해먹
- 의상: 미셸 리넷 부시

## 같이 보기
- 학교 폭력